# Заозерье (Кингисеппский район)
Заозе́рье (фин. Järvenperä, Järvenpää) — деревня в Нежновском сельском поселении Кингисеппского района Ленинградской области.

## История
Впервые упоминается в Писцовой книге Водской пятины 1500 года как сельцо Заозерье в Каргальском погосте Копорского уезда.
Затем как деревня Saoserie by в Каргальском погосте (западной половине) в шведских «Писцовых книгах Ижорской земли» 1618—1623 годов.
На карте Ингерманландии А. И. Бергенгейма, составленной по шведским материалам 1676 года, обозначена как деревня Jarwenperä.
На шведской «Генеральной карте провинции Ингерманландии» 1704 года — как Järwenpera.
Как безымянная деревня она обозначена на «Географическом чертеже Ижорской земли» Адриана Шонбека 1705 года.
Две смежные деревни Заозерье упомянуты на карте Ингерманландии А. Ростовцева 1727 года.
Деревня Заозерье упоминается на карте Санкт-Петербургской губернии Я. Ф. Шмидта 1770 года.
На карте Санкт-Петербургской губернии Ф. Ф. Шуберта 1834 года также обозначена деревня Заозерье.

ЗАОЗЕРЬЕ — деревня принадлежит бригадиру Самарину, число жителей по ревизии: 1 м. п., 3 ж. п.
 
ЗАОЗЕРЬЕ — деревня принадлежит коллежскому асессору Яковлеву, число жителей по ревизии: 17 м. п., 7 ж. п.
 
ЗАОЗЕРЬЕ — деревня принадлежит грузинскому царевичу, число жителей по ревизии: 38 м. п., 53 ж. п. (1838 год)

В пояснительном тексте к этнографической карте Санкт-Петербургской губернии П. И. Кёппена 1849 года она записана как деревня Jarwenperä (Заозерье) и указано количество её жителей на 1848 год: эвремейсов — 61 м. п., 65 ж. п., всего 126 человек, которые относились к лютеранскому приходу Сойккола.
Деревня Заозерье упомянута на карте профессора С. С. Куторги 1852 года.

ЗАОЗЕРЬЕ — деревня ротмистра Петровского, 10 вёрст по почтовой, а остальное по просёлкам, число дворов — 1, число душ — 2 м. п. 

ЗАОЗЕРЬЕ — деревня статского советника Яковлева, там же, число дворов — 13, число душ — 30 м. п. 

ЗАОЗЕРЬЕ — деревня статского советника Яковлева, там же, число дворов — 5, число душ — 15 м. п. (1856 год)

ЗАОЗЕРЬЕ I, II, III — деревня, число жителей по X-ой ревизии 1857 года: 46 м. п., 53 ж. п., всего 99 чел.

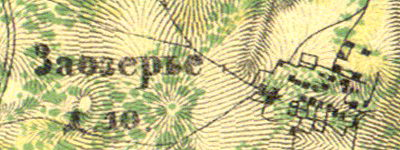
Деревня Заозерье на карте 1860 года

Согласно «Топографической карте частей Санкт-Петербургской и Выборгской губерний» в 1860 году деревня Заозерье состояла из 10 дворов.

ЗАОЗЕРЬЕ — деревня владельческая при колодцах и озере Копонецком, число дворов — 18, число жителей: 48 м. п., 54 ж. п. (1862 год)

ЗАОЗЕРЬЕ I, II, III — деревня, по земской переписи 1882 года: семей — 25, в них 61 м. п., 47 ж. п., всего 108 чел.

В 1868—1889 годах временнообязанные крестьяне деревни выкупили свои земельные наделы у Н. И. Писаревой, М. Я., А. А., Н. А. Яковлевых, И. П. Петровских и стали собственниками земли.

ЗАОЗЕРЬЕ I — деревня, число хозяйств по земской переписи 1899 года — 17, число жителей: 33 м. п., 42 ж. п., всего 75 чел.;
 разряд крестьян: бывшие владельческие; народность: эстонская
 
ЗАОЗЕРЬЕ II — деревня, число хозяйств по земской переписи 1899 года — 6, число жителей: 17 м. п., 15 ж. п., всего 32 чел.;
 разряд крестьян: бывшие владельческие; народность: эстонская
 
ЗАОЗЕРЬЕ III — деревня, число хозяйств по земской переписи 1899 года — 1, число жителей: 2 м. п., 1 ж. п., всего 3 чел.;
 разряд крестьян: бывшие владельческие; народность: эстонская

В конце XIX — начале XX века деревня административно относилась к Стремленской волости 2-го стана Ямбургского уезда Санкт-Петербургской губернии. Население деревни было исключительно финским.
В 1909 году в деревне Заозерье началось строительство деревянной кирхи на 150 мест. 27 июля 1910 года новая кирха была освящена и присоединена к объединённому лютеранскому приходу Каттила-Сойккола-Новасолкка.
В 1917 году деревня входила в Стремленскую волость Ямбургского уезда.
С 1917 по 1927 год деревня Заозерье входила в состав Заозерского (Пятчинского) сельсовета Сойкинской волости Кингисеппского уезда.
Согласно данным переписи населения СССР 1926 года в деревне Заозерье Пятчинского сельсовета проживали 108 человек, абсолютное большинство финны, а также русские.
С 1927 года в составе Котельского района.
С 1928 года в составе Стремленского сельсовета. В 1928 году население деревни Заозерье также составляло 108 человек.

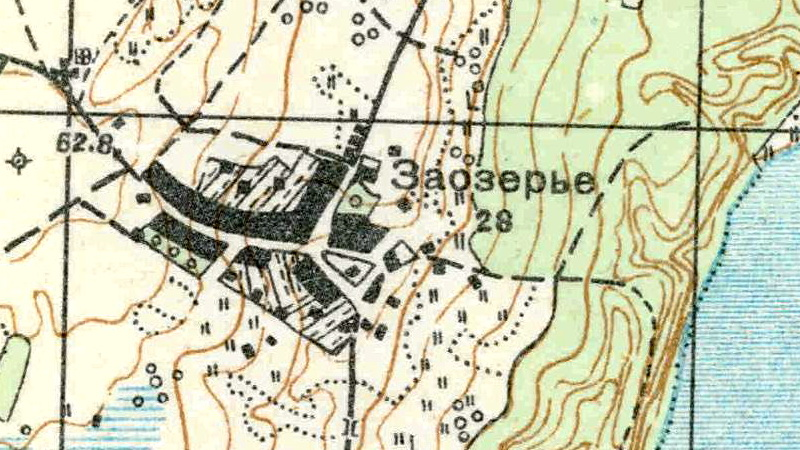
План деревни Заозерье. 1930 год

Согласно топографической карте 1930 года деревня насчитывала 28 дворов.
С 1931 года в составе Кингисеппского района.
По данным 1933 года деревня Заозерье входила в состав Стемленского сельсовета Кингисеппского района.
Деревня была освобождена от немецко-фашистских оккупантов 31 января 1944 года.
В 1958 году население деревни Заозерье составляло 32 человека.
С 1959 года в составе Нежновского сельсовета.
По данным 1966, 1973 и 1990 годов деревня Заозерье также входила в состав Нежновского сельсовета.
В 1997 году в деревне Заозерье проживали 6 человек, в 2002 году — 13 человек (все русские), в 2007 году — 3.

## География
Деревня расположена в северо-восточной части района к востоку от автодороги 41К-589 (Пятчино — Пейпия).
Расстояние до административного центра поселения — 9 км.
Расстояние до ближайшей железнодорожной станции Котлы — 23,5 км.
Деревня находится на западном берегу озера Копанское.

## Демография
| 1862 | 2007 | 2010 | 2017 |
| ---- | ---- | ---- | ---- |
| 102  | ↘3   | ↗12  | ↘4   |

### Национальный состав
Согласно данным Всероссийской переписи населения 2021 года в деревне проживали 63 человека, из них:
 русские — 62, белорусы — 1 человек.

## Фото

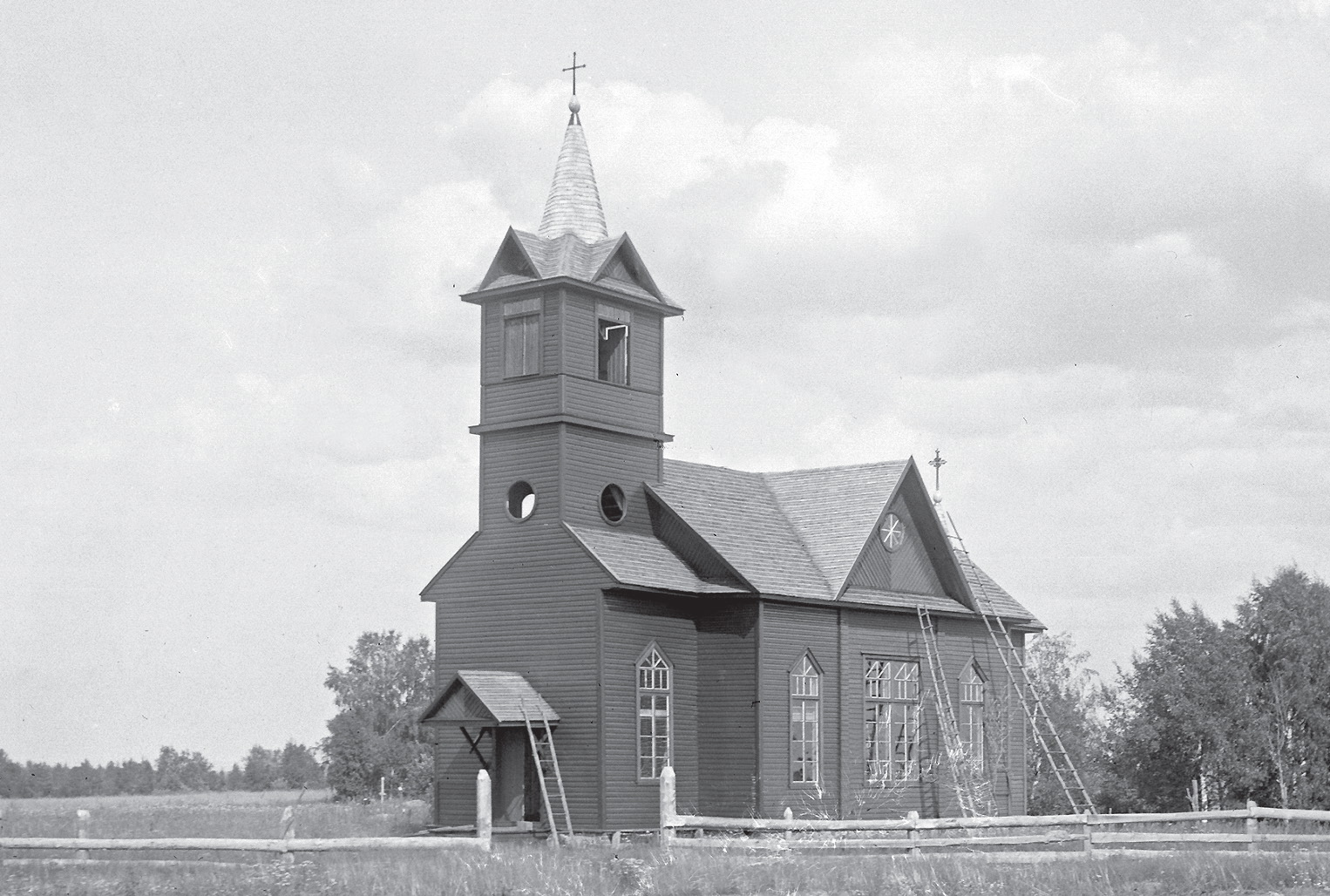
Кирха в деревне Заозерье. 1911 год
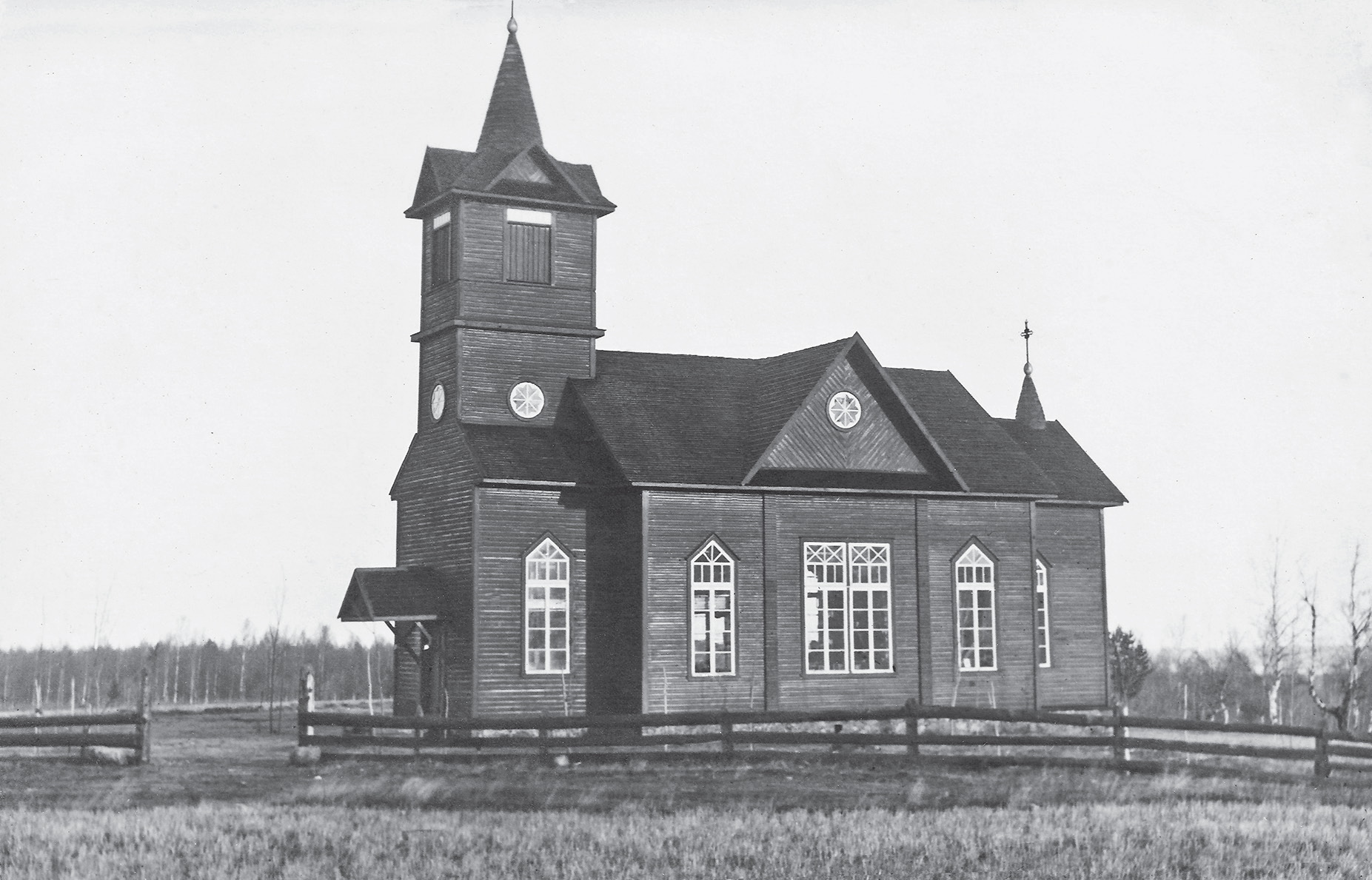
Кирха в деревне Заозерье. 1911 год
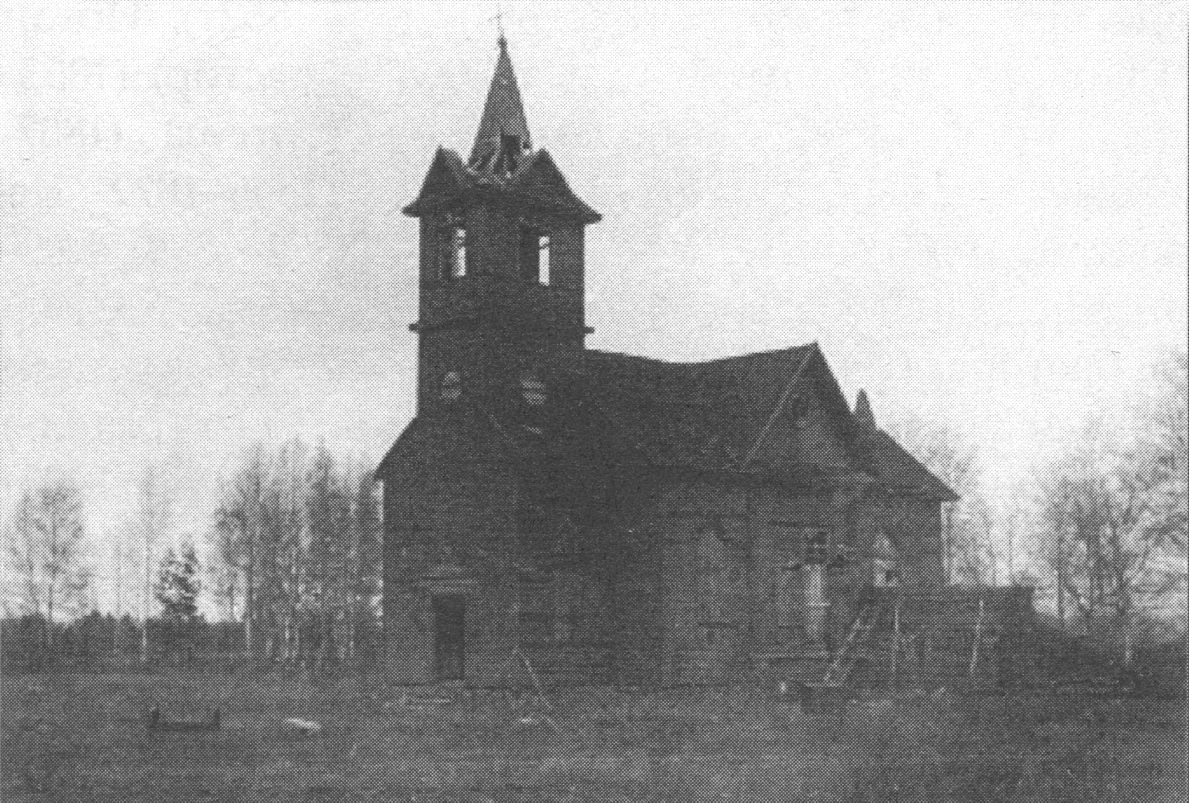
Кирха в деревне Заозерье. 1943 год

## Улицы
Лесная, Новый переулок, Озёрная, Садовая, Сосновая, Степной переулок, переулок Хуторок.